# Миливоје Профировић (лекар)
Др Миливоје Профировић (Горње Стопање, 1941) српски је лекар, нефролог.

## Биографија
Др Миливоје Профировић рођен је 1941. године у Горњем Стопању. Основну школу је завршио у Турековцу, гимназију у Лесковцу, а Медицински факултет у Нишу 1965. године. Специјалистички испит из урологије положио је 1975. и пост дипломске студије из нефрологије 1985. године у Нишу. Прво радно место после завршеног факултета, лекарског стажа и војске је у Здравственој станици у Печењевцу, где је радио 15 месеци, затим у Дому здравља у Власотинцу, где је остао 3 године, а после тога прелази у Лесковац на уролошко одељење.
Активан је члан Подружнице СЛД у Лесковцу и Уролошкој секцији. Био је председник Савета Медициског центра у три мандатна периода, председник Комисије за здравстену заштиту Општине Лесковац, председник Конференције Савеза синдиката Медицинског центра у два мандатна периода. Аутор је великог броја научних радова и учесник и коорганизатор научних конференција. За своја залагања одликован је Орденом рада.